# Santiago de Calatrava
Santiago de Calatrava – gmina w Hiszpanii, w prowincji Jaén, w Andaluzji, o powierzchni 47,09 km². W 2011 roku gmina liczyła 811 mieszkańców.